# Dragoševac (miasto Jagodina)
Dragoševac (cyr. Драгошевац) – wieś w Serbii, w okręgu pomorawskim, w mieście Jagodina. W 2011 roku liczyła 450 mieszkańców.